# Rezydencja Maltzanów we Wrocławiu
Rezydencja Maltzanów, Dom Maltzanów – rezydencja miejska hrabiów Maltzanów, która znajdowała się przy ulicy Łaciarskiej 2 we Wrocławiu, rozebrana w 1908 roku.

## Historia

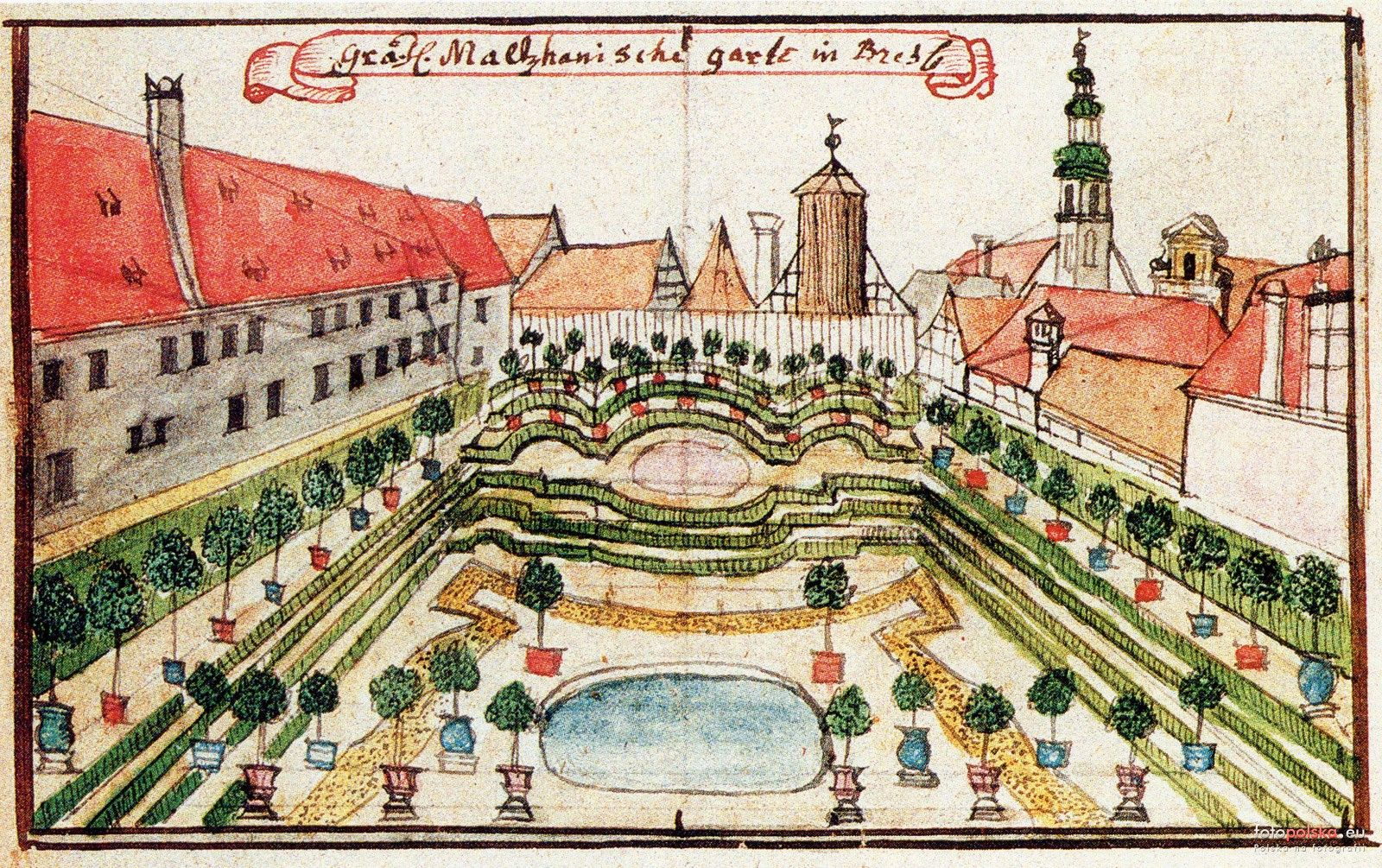
Ogród Maltzanów we Wrocławiu na planie Wernera, 1736

Pierwszy okazały murowany budynek na posesji nr 2 został wzniesiony w pierwszych dekadach XVI wieku, z inicjatywy wrocławskiego mieszczanina Melchiora Hirscha von Kaltenbrunna i jego drugiej żony Ursuli von Jenkwitz, których herby zostały umieszczone na jednym z parapetów okna. Kaltenbrunn był właścicielem również pałacu w Komorowicach pod Wrocławiem. W połowie XVII wieku budynek został nabyty przez hrabiego Joachima IV von Maltzana (1628-1654). Po jego śmierci budynek odziedziczył jego syn, Joachim Andreas von Maltzana (1630-1693). Kolejnym właścicielem posesji był hr. Joachim Wilhelm von Maltzan (1661-1728), właściciel Milicza oraz pałacu w Piotrkowicach (który również przebudował), inicjator barokowej przebudowy budynku i założyciel okazałego ogrodu na tyłach wrocławskiego domu. Po śmierci Joachima majątek przejęła jego żona, hrabina Anna Sophia, a następnie dom został sprzedany Ernestowi Karolowi Conradiemu. 
W 1908 roku budynek został rozebrany. Część jego wyposażenia trafiła do zbiorów muzealnych, m.in. dwa późnogotyckie obramienia okien, gotyckie drzwi z portalem, tablica z muru ogrodzenia z napisem DER OLSUMP1521 oraz rzeźba z fontanny datowana na ok. 1730 rok i przedstawiająca dwójkę dzieci z delfinem. Ta sama lub identyczna rzeźba znajduje się obecnie w ogrodzie dawnego pałacu Spätgena przy ulicy Kazimierza Wielkiego 34 we Wrocławiu.
 W zbiorach wrocławskiego Muzeum Narodowego znajduje się obraz (nr inw. VII-498) pochodzący z rezydencji Maltzanów, który wraz z drugim, stanowiącym dla niego pendant a obecnie zaginionym, zdobił wnętrze sala terrena. Obraz przedstawia parę siedzącą w towarzystwie grającego flecisty na tle sielankowego krajobrazu i pałacu hr. Anny Sophii, znajdującego się w Brzezince.

## Architektura

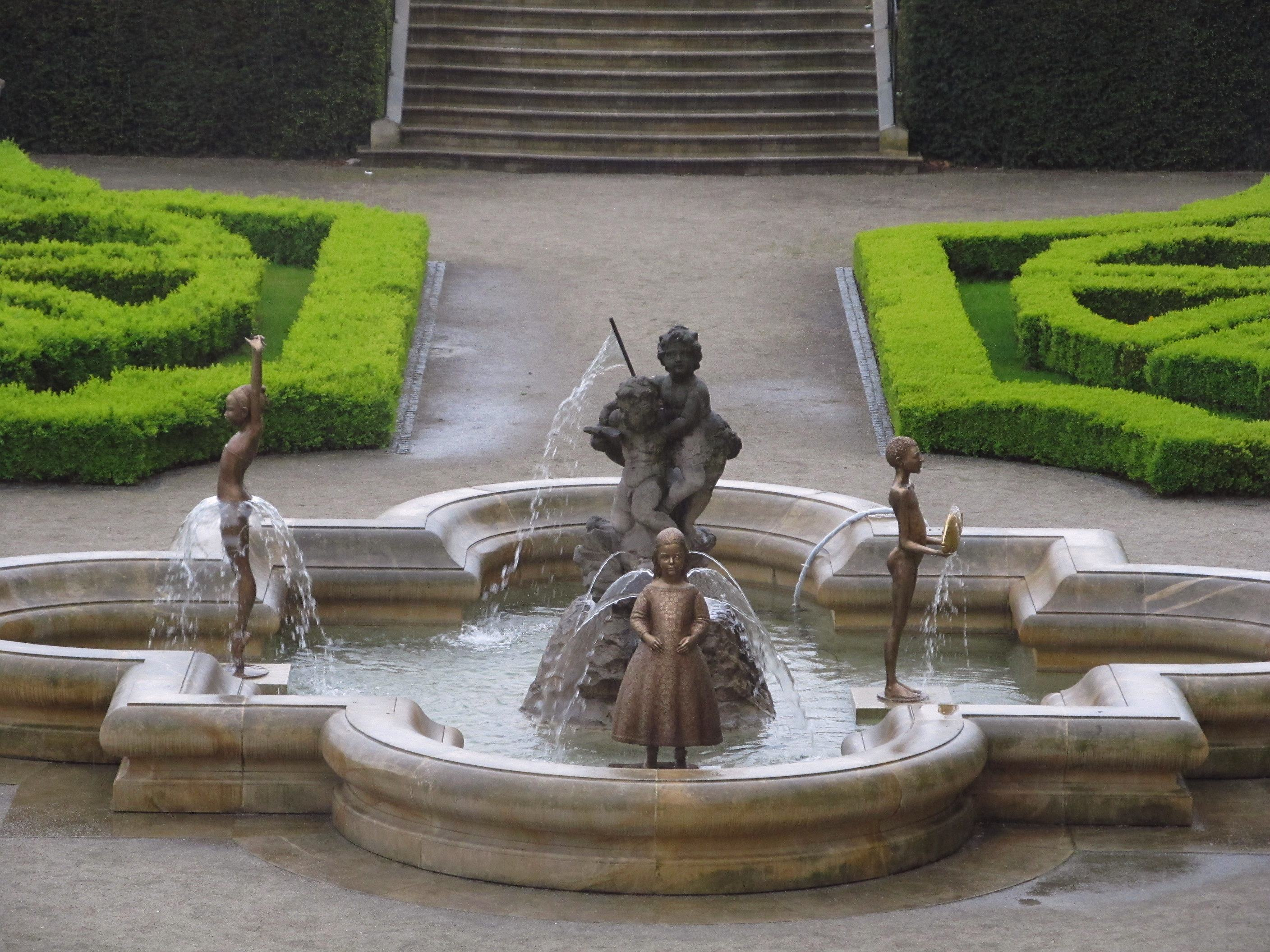
Jedyna zachowana pozostałość po rezydencji Maltzanów – rzeźba z fontanny przedstawiającą dwójkę dzieci z delfinem

Barokowa przebudowa domu dokonana przez Joachima von Maltzana dotyczyła głównie fasady budynku i dekoracji wnętrz, pozostawiając wewnętrzny układ domu praktycznie niezmieniony. Trzykondygnacyjny budynek  był podzielony na siedem nieregularnych osi o różnej szerokości. Parter był boniowany a dwie kolejne kondygnacje były spięte początkowo gładkimi, a następnie od drugiej połowy XIX wieku kanelowanymi pilastrami wielkiego porządku. W głównej osi fasady, w części dachowej umieszczona była lukarna w formie aediculi z trójkątnym tympanonem wspieranym na parach pilastrów. W trzeciej osi od prawej strony umieszczony był okazały portal. Półokrągłe wejście otoczone było toskańskimi pilastrami wspierającymi trójkątny tympanon rozerwany u podstawy. W polu tympanonu umieszczony był herb Maltzanów na tle draperii. 
Na tyłach domu w 1709 roku Joachim Wilhelm von Maltzan założył ogród. Na jego tyłach znajdowała się oranżeria, a od ulicy oddzielała go duża, na 150 miejsc tzw. sala terrena, na której ścianach znajdowały się malowidła o tematyce mitologicznej. Według XVII-wiecznych opisów, w ogrodzie znajdowały się pozłacane posągi, a w wazach z berlińskiej miedzi i porcelany ustawionych ma tarasach posadzone były cieplarniane rośliny. Pośrodku ogrodu znajdował się basen, na którym pływały egzotyczne ptaki. W ogrodzie rosły ponadto ogromne drzewa pomarańczowe sprowadzane z Sardynii oraz inne egzotyczne rośliny, które po 1728 roku zostały przeniesione do ogrodu w Brzezince. Po sprzedaży majątku Ernestowi Karolowi Conradiemu ogród został zaniedbany a sala terrena została zamieniona na magazyn wełny.    